# Новосибирский химико-технологический колледж имени Д. И. Менделеева
Новосибирский химико-технологический колледж имени Д. И. Менделеева — образовательное учреждение, основанное в 1929 году. Расположен в Октябрьском районе Новосибирска.

## История
9 августа 1929 года постановлением СНК СССР № 29/308 был образован Сибирский химический политехникум; в 1935 году ему присваивают название Сибирского силикатного техникума; в 1944 году переименовывают в индустриальный техникум; в 1961 году учреждение называют энергетическим техникумом; в 1964 году — Химико-технологическим техникумом имени Д. И. Менделеева. В 1992 году учреждение получает статус колледжа.

## Направления подготовки
- Информационные системы и программирование.
- Технология аналитического контроля химических соединений.
- Технология производства и переработки пластических масс и эластомеров.
- Переработка нефти и газа.
- Биохимическое производство.
- Рациональное использование природохозяйственных комплексов.
- Управление качеством продукции, процессов и услуг (по отраслям).
- Экономика и бухгалтерский учет.
- Товароведение и экспертиза качества потребительских товаров.

## Преподавательский состав
Большинство преподавателей колледжа имеют педагогический стаж от 10 до 25 лет, в их числе специалисты высшей категории из институтов СО РАН, 2 доктора наук и 18 кандидатов наук. Стаж преподавателей специальных дисциплин — от 10 до 20 лет.

### Награды
Многим преподавателям присвоены различные награды: Л. С. Козырева — отличник химической промышленности, заслуженный учитель РФ; Н. В Марескина — ветеран труда, почётный работник СПО; Л. С. Антропова — ветеран труда, почётный работник СПО; Л. Г. Яицкая — ветеран труда, отличник СПО, медаль за трудовое отличие; Л. А. Яцко — отличник химической промышленности, почётный химик РФ; П. П. Ефремов — почётный химик СПО; Г. С. Геращенко — ветеран труда, почётный работник СПО, отличник химической промышленности.

## Известные выпускники
- Евгений Федорович Доильницын — учёный, кандидат технических наук, ветеран Великой Отечественной войны, кавалер орденов Отечественной войны I степени, Красной Звезды, медалей «За оборону Киева», «За победу над Германией», «За победу над Японией» и «Ветеран труда»[2].